# Asse ereditario
L'asse ereditario è l'insieme dei beni, dei diritti, delle obbligazioni che, in quanto suscettibili di essere trasferiti agli eredi per successione mortis causa, costituiscono l'oggetto della successione stessa.
Il valore economico dell'asse ereditario non è necessariamente positivo, trattandosi, come detto di un insieme di  attività e passività. La data nella quale ne viene definito l'ammontare è quella dell'apertura della successione.

## Diritto romano
L'uso del termine «asse ereditario» proviene dal diritto romano, dove per indicare il complesso dei beni del de cuius si faceva riferimento all'asse, unità monetaria suddivisa in dodici once.

## Asse ereditario e collazione
Nell'ordinamento giuridico italiano, all'asse ereditario vanno conferiti, da parte dei chiamati alla successione, anche i beni che costoro abbiano eventualmente ricevuto in donazione da parte del de cuius, a meno che nell'atto di donazione siano stati da ciò esplicitamente esentati: si tratta dell'istituto della collazione, disciplinata dall'articolo 737 del codice civile.